# Tańczący niedźwiedź

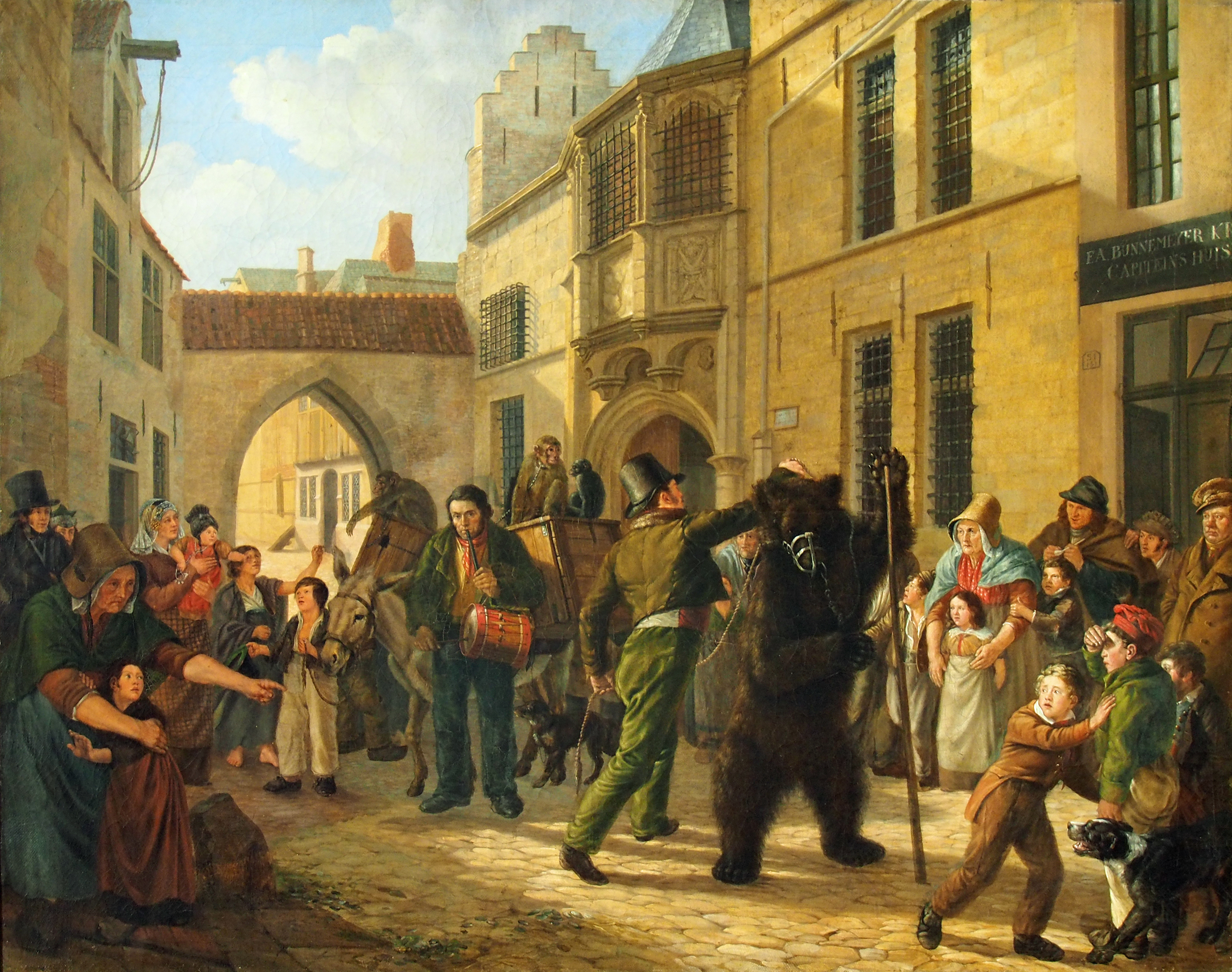
Tańczący niedźwiedź na obrazie Friedricha Prellera (starszego)

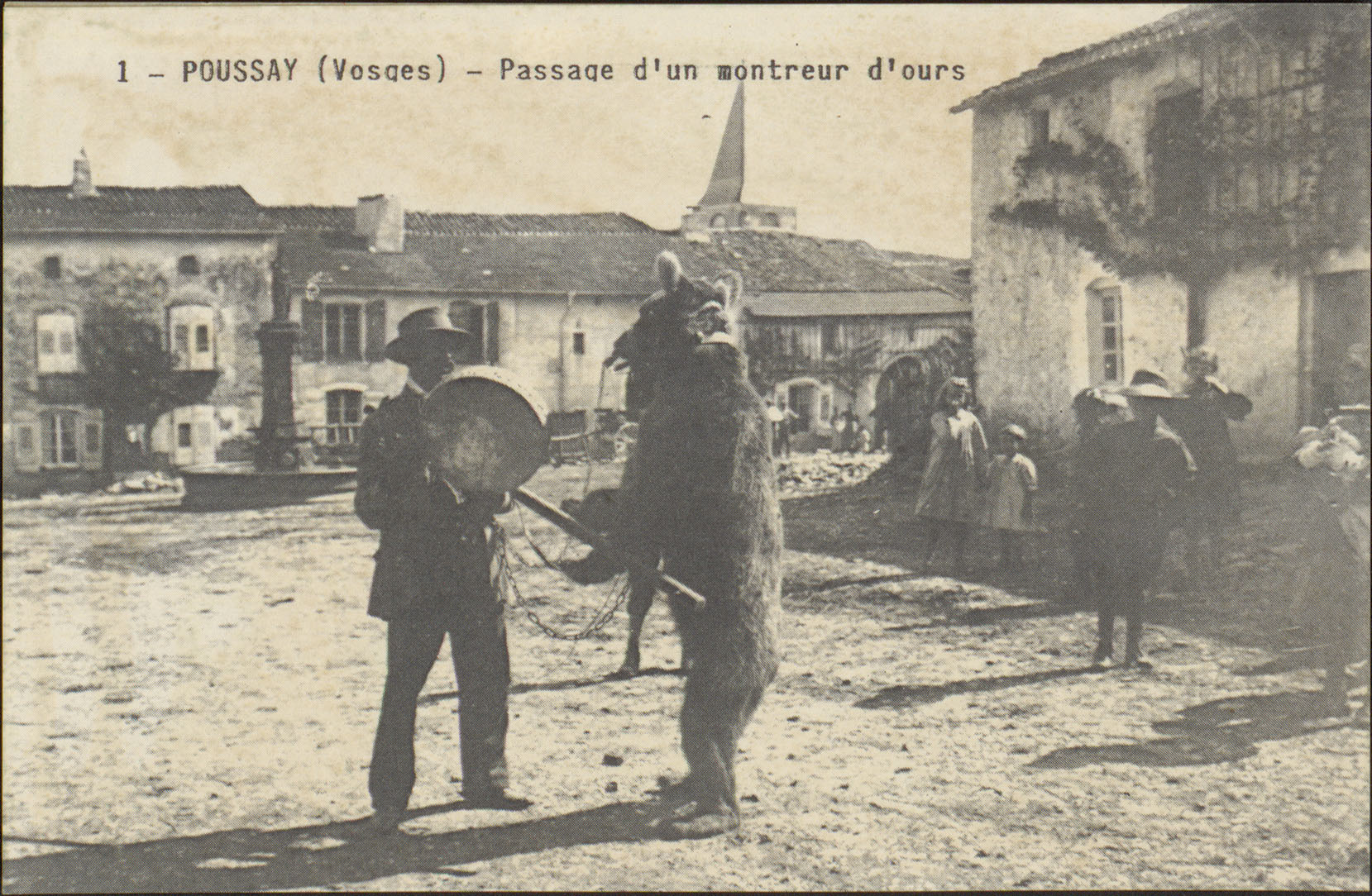
Tańczący niedźwiedź we Francji

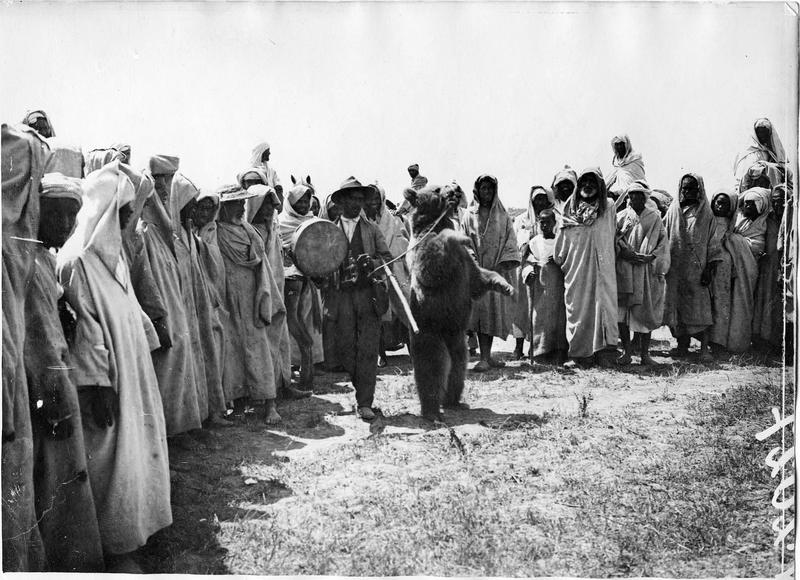
Tańczący niedźwiedź w Maroku

Tańczący niedźwiedź w Bułgarii

Tańczący niedźwiedź – dziki niedźwiedź schwytany w młodości lub urodzony i wyhodowany w niewoli, wykorzystywany do zabawiania ludzi na ulicach. Tańczące niedźwiedzie były powszechne w całej Europie i Azji od średniowiecza do XX wieku, a w niektórych krajach można je spotkać także obecnie.

## Historia
W średniowieczu tańczące niedźwiedzie były powszechną i popularną formą ulicznej rozrywki w całej Europie i Azji. W XV wieku praktyka ta była znacznie mniej powszechna w Europie Zachodniej, chociaż pod koniec XIX wieku w Wielkiej Brytanii nadal organizowano pokazy z tańczącymi niedźwiedziami (praktyka ta została zakazana w 1911 roku). Większość treserów tańczących niedźwiedzi stanowili Romowie (między innymi w akademii smorgońskiej) z Europy Wschodniej i Azji. Zwierzęta pozostawały powszechnym widokiem w Europie Wschodniej i wielu częściach Azji aż do końca XX wieku.
Tańczące niedźwiedzie chwytano na wolności jako młode, wykorzystując zarówno niedźwiedzie brunatne, wargacze leniwe oraz prawdopodobnie niedźwiedzie himalajskie. Młode niedźwiedzie syryjskie (podgatunek niedźwiedzia brunatnego), chwytano w górach Afganistanu, Iraku, Iranu, Syrii i Turcji, a młode wargacze leniwe z dżungli subkontynentu indyjskiego. Praktyka chwytania młodych niedźwiedzi brunatnych do „tańca” jest kontynuowana na Syberii.

## Tresura
Po schwytaniu młodego lub młodych na wolności, podczas którego matka prawdopodobnie zostaje zabita, młode zwierzęta są zwykle przygotowywane do tresury poprzez przycięcie lub usunięcie ich pazurów i pewnej liczby zębów. Następnie do nosa niedźwiedzia wkłada się pierścień, a na pysk umieszcza się kaganiec. Tresura i późniejsze manewrowanie zwierzęciem odbywa się poprzez zadawanie bólu za pomocą laski przymocowanej do sznura, który z kolei przymocowany jest do pierścienia w nosie.
Zazwyczaj niedźwiedzia uczy się „tańca” poprzez umieszczanie go na metalowej platformie nad dużymi stosami płonących kłód. Gdy metal staje się gorący, niedźwiedź zmuszany jest do stania na tylnych łapach za pomocą tyczki i pierścienia w nosie, a następnie zaczyna kolejno podnosić każdą łapę, aby uwolnić je od gorąca. W trakcie tego procesu gra bęben lub inna muzyka, co po kilku tygodniach niedźwiedź zaczyna kojarzyć z bólem w podeszwach łap. Następnie, ilekroć niedźwiedź słyszy bęben lub muzykę, zaczyna „tańczyć”.